# دار الدولاتلي

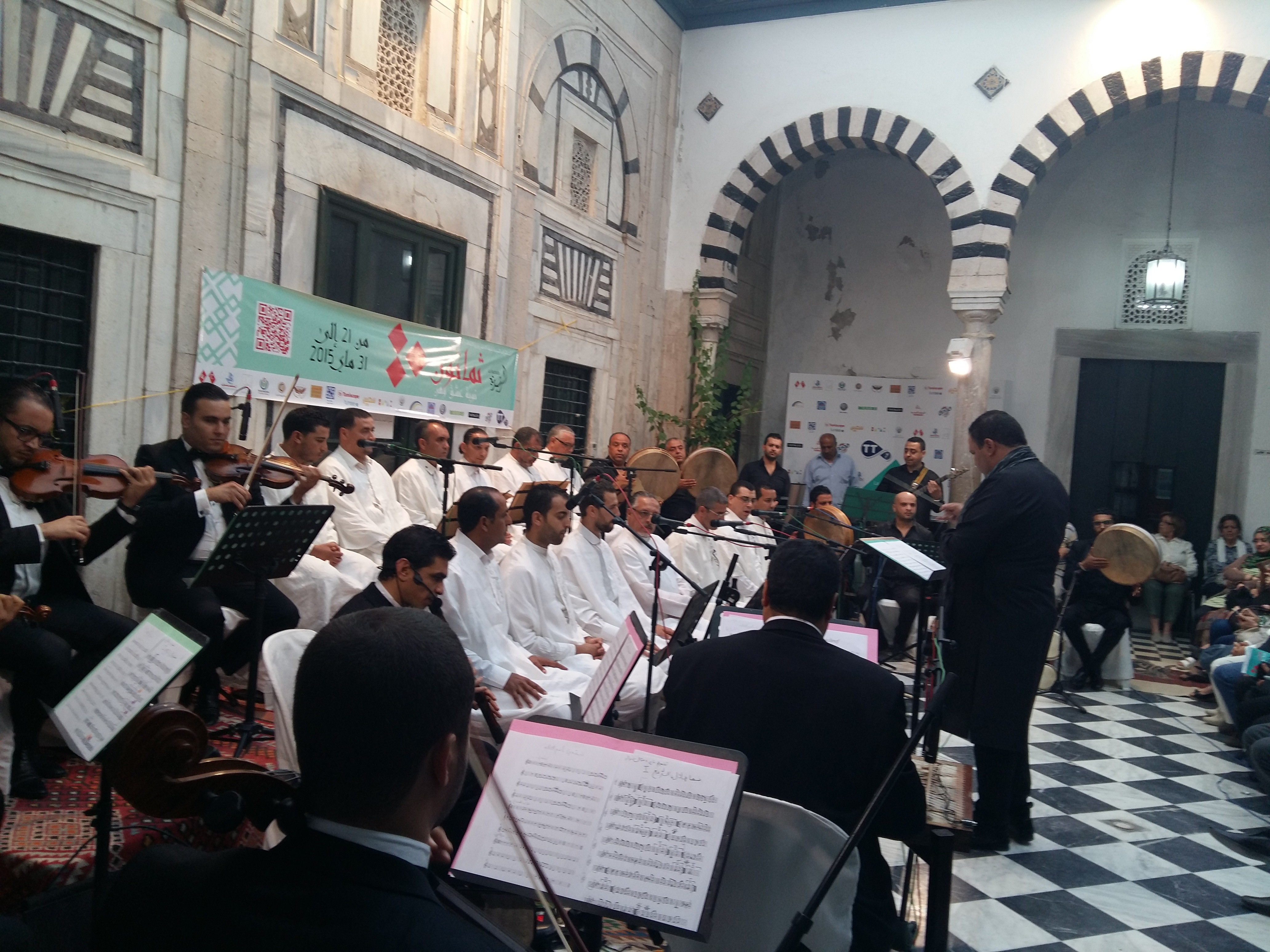
حفلة في فناء دار الدولاتلي.

دار الدولاتلي هي قصر يقع في مدينة تونس العتيقة، تحديدا في نهج الدريبة، قرب نهج سيدي بن عروس. هي اليوم مقر المدرسة الرشيدية.

## التاريخ
تم تشييد هذا المبنى في القرن السابع عشر. تحمل الدار لقب مالكها القديم، الدولاتلي (كلمة تركية مشتقة من الكلمة العربية الدولة) أو الداي، الذي تم تقليص صلاحياته تدريجيا في ظل إيالة تونس. 

في 19 أكتوبر 1992، تم تصنيف المبنى كمعلم أثري وتاريخي. 

في 21 فبراير 2017، أعلن سفير تركيا في تونس عمر فاروق دوغان عن افتتاح مركز ثقافي تركي في دار الدولاتلي تحت اسم مركز يونس أمره.

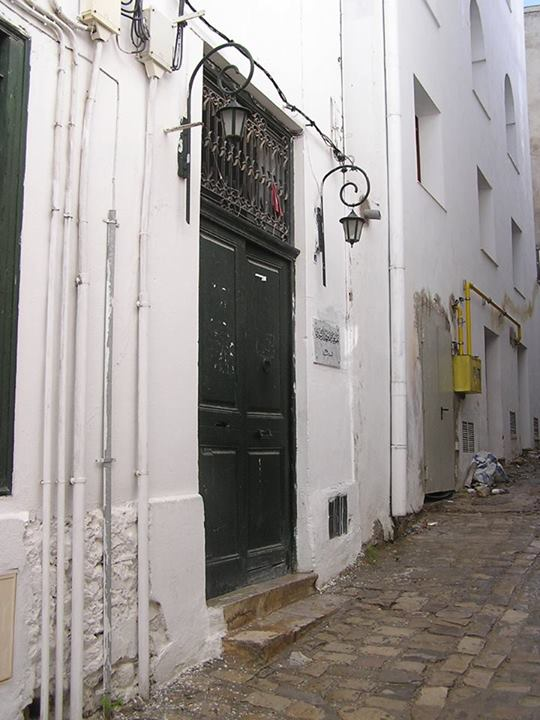
مدخل دار الدولاتلي
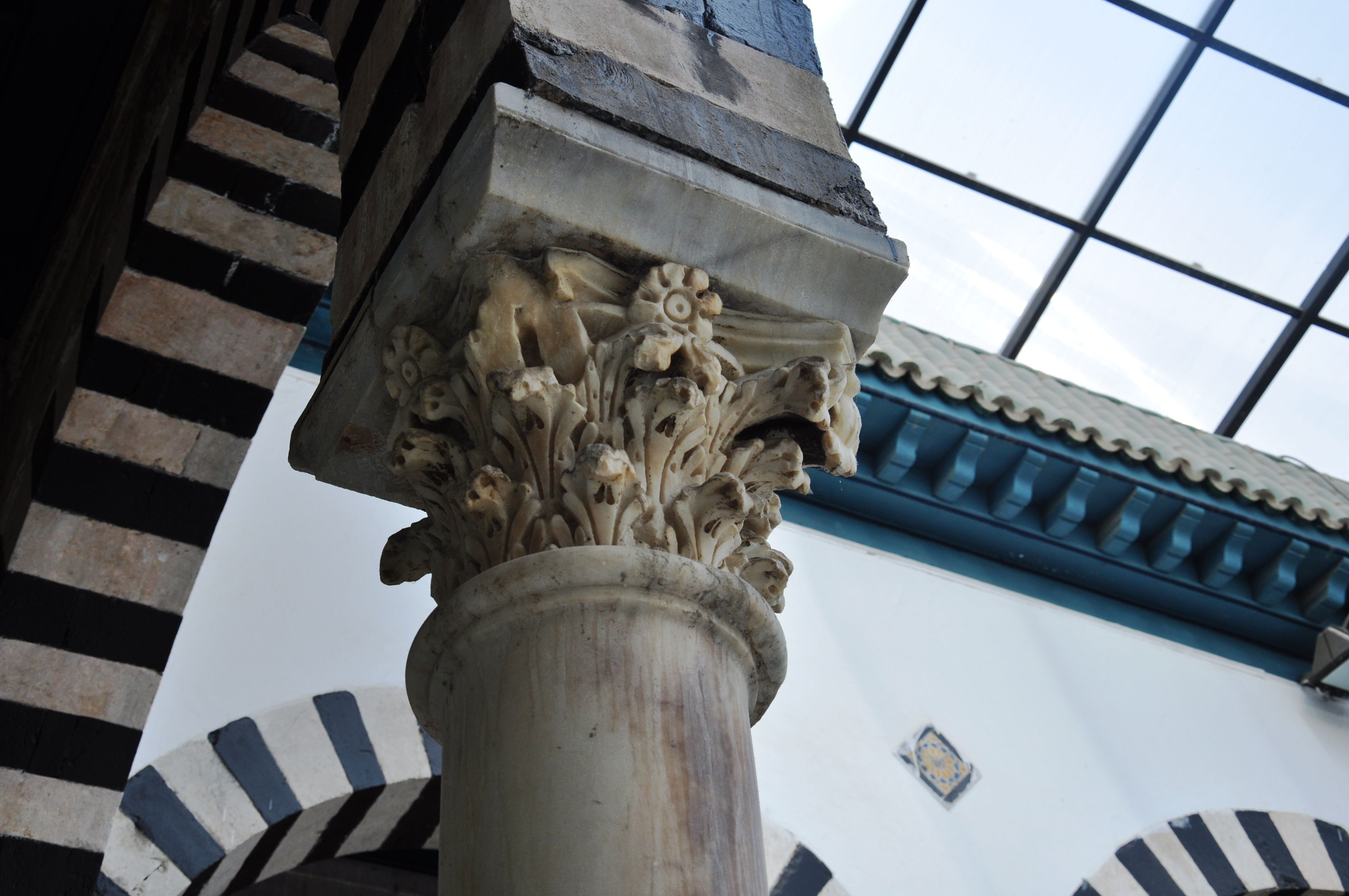
تاج عمود في الفناء.
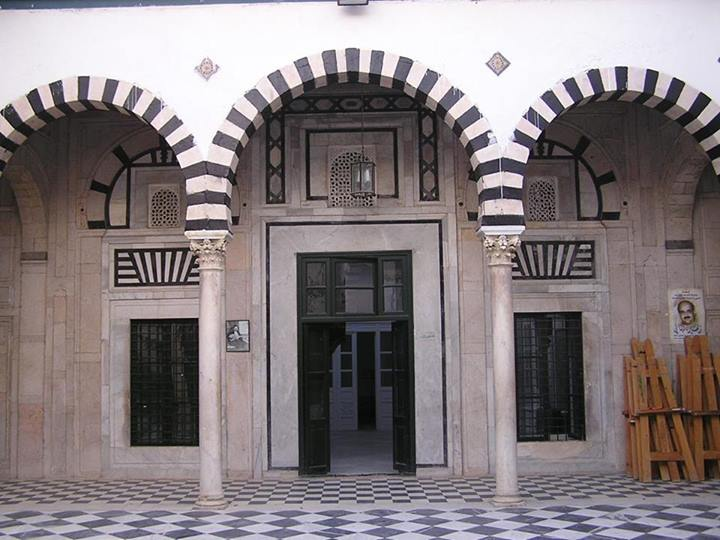
الواجهة الشمالية للفناء.
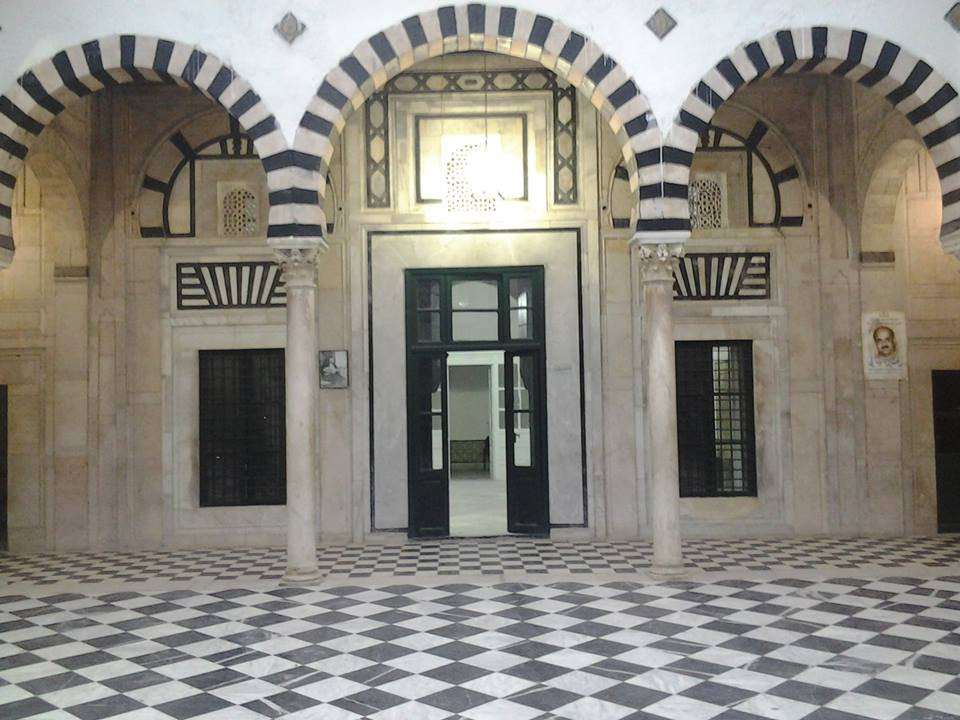
الواجهة الجنوبية للفناء.
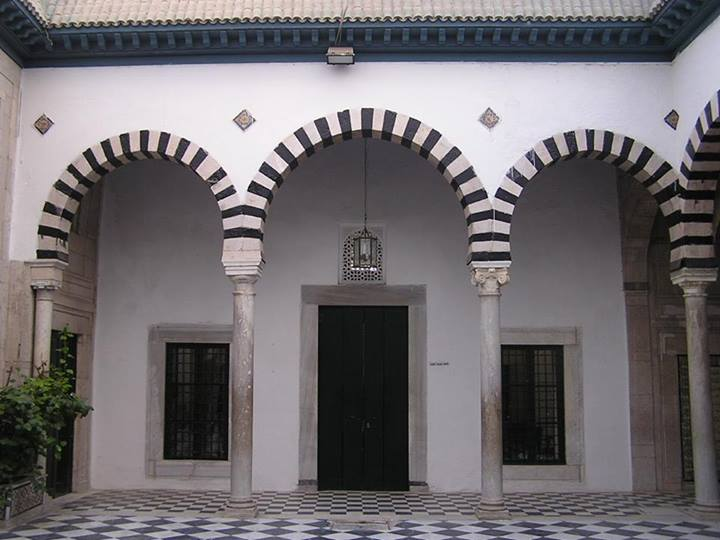
الواجهة الغربية للفناء.
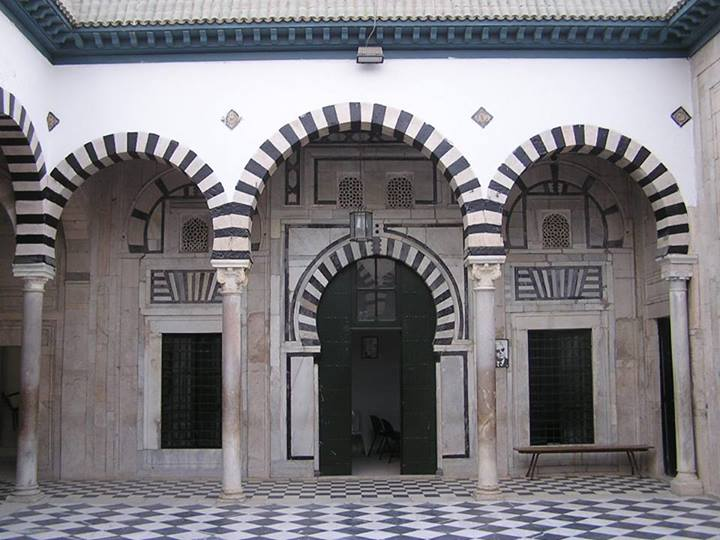
الواجهة الشرقية للفناء.

## مقالات ذات صلة
- قصور مدينة تونس

## روابط خارجية
- دار الدولاتلي أو دار الرشيدية نسخة محفوظة 14 ديسمبر 2017 على موقع واي باك مشين. على موقع المنظمة العربية للتربية والثقافة والعلوم.